# Openbox
Openbox (anglická výslovnost [ˈəupənboks]) je svobodný (pod licencí GNU General Public License) správce oken pro unixový X Window System. Původně byl založen na správci oken Blackbox 0.65.0 (napsán v C++). Nyní je přepsán do programovacího jazyka C a od verze 3.0 neobsahuje kód správce oken Blackbox.
Openbox je velikostně malý, rychlý a plně v souladu s Inter-Client Communication Conventions Manual (ICCCM) jakož Extended Window Manager Hints (EWMH).
Openbox je výchozí správce oken v LXDE. A také se používá v některých linuxových distribucích například CrunchBang Linux, ArchBang, TinyMe, Trisquel a Lubuntu.

## Používání Openboxu
Jeho kořenová nabídka, která umožňuje uživatelům nastavovat způsob, jakým jsou okna spravována se vyvolá stisknutím pravého tlačítka počítačové myši na plochu. Pokud je okno minimalizováno, stává se vlastně neviditelným; pro jeho opětovné zvětšení se používá nejčastěji klávesová zkratka Alt + Tab ↹, jinak pomocí menu na ploše, přístupného z kořenového. Nově přidané aplikace do správce oken vytváří běžně jejich ikony a spouštěče.
Openbox také velmi jednoduše vzhledově změnit, a to jak kořenové menu, tak i ku příkladu barvu plochy, či lze utvořit na ploše několik nových panelů (taskbars [ˈtaːskˌbaː(r), ˈtæsk-]). Důležitějším změnám se zabývá podkapitola Nastavování.

## Nastavování
Nejjednodušší způsob nabízí aplikace ObConf (název vzniklý patrně ze slovního spojení Openbox Configuration, česky nastavení Openboxu), k těmto úkonům přímo určená. V ní lze vybrat z mnoha grafických témat vaše upřednostňované, také díky ní lze určit samotné chování a funkce v horním panelu u jednotlivých oken. Dále umožňuje měnit počet virtuálních ploch, přičemž lze u každé nastavit její název (podpora českého rozložení klávesnice). Na poslední záložce je k dispozici nastavení speciální oblasti doku sloužícího převážně k informaci uživatele.
Pro ještě hlubší změny je třeba úpravit samotné nastavovací (konfigurační) soubory, nacházející se ve skrytém adresáři ~/.config/openbox.